# (2005) Hencke
(2005) Hencke es un asteroide perteneciente al cinturón de asteroides descubierto el 2 de septiembre de 1973 por Paul Wild desde el Observatorio de Berna-Zimmerwald, Suiza.

## Designación y nombre
Hencke fue designado al principio como 1973 RA.
Más tarde se nombró en honor del astrónomo aficionado alemán Karl Ludwig Hencke (1793-1866), descubridor de los asteroides Astrea y Hebe.

## Características orbitales
Hencke está situado a una distancia media del Sol de 2,621 ua, pudiendo acercarse hasta 2,181 ua y alejarse hasta 3,06 ua. Tiene una excentricidad de 0,1677 y una inclinación orbital de 12,22°. Emplea 1550 días en completar una órbita alrededor del Sol.